# Zugewandter Ort
Die zugewandten Orte waren Territorien, die mit der Alten Eidgenossenschaft durch ein System von Verträgen verbunden waren.
Die Alte Eidgenossenschaft war ein äusserst heterogenes Gebilde. Ausser der Tagsatzung besass sie keine zentralen Institutionen; sie bestand vielmehr aus einem komplexen Geflecht von bi- und multilateralen Bündnissen und Herrschaftsverhältnissen. Als zugewandte Orte wurden alle diejenigen eidgenössischen Gebiete bezeichnet, die weder Vollmitglieder (wie die Dreizehn Alten Orte) noch Untertanengebiete waren.
Hinter der Jahreszahl des Bündnisses stehen die bündnisschliessenden eidgenössischen Orte.

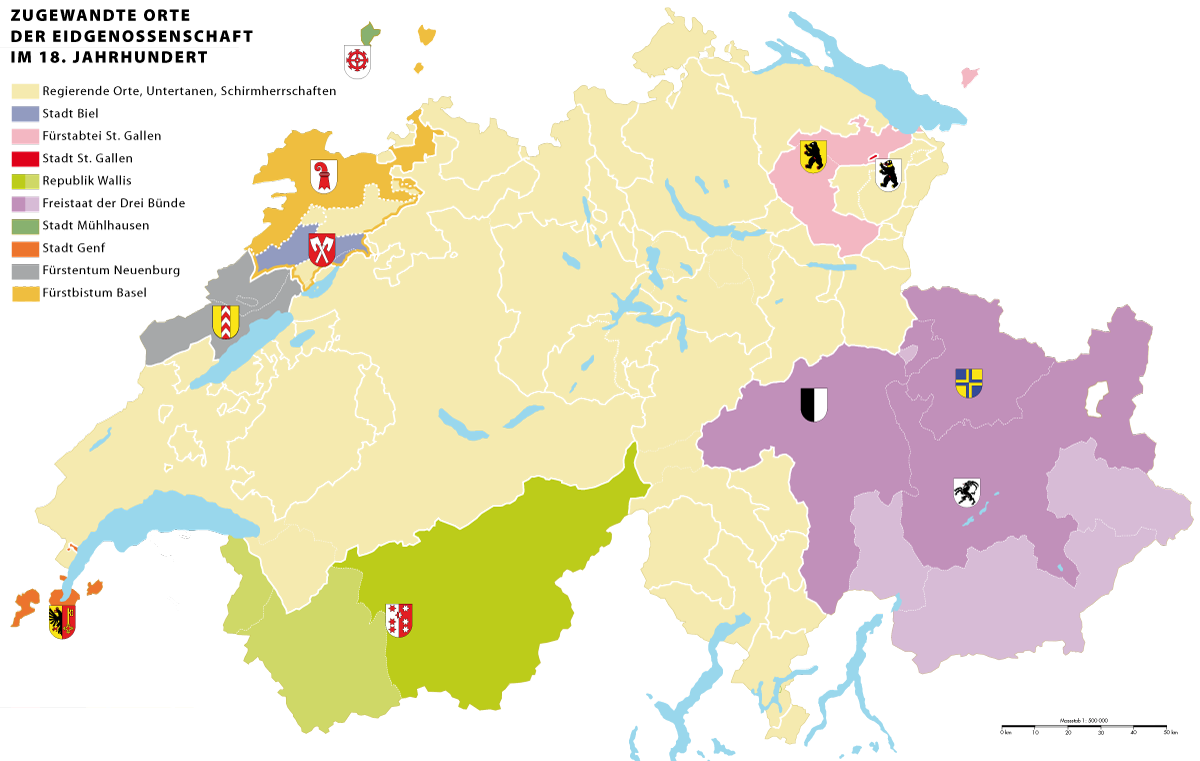
Die zugewandten Orte der Alten Eidgenossenschaft

«Engere Zugewandte»
- Stadt Biel (1353); Bern, Freiburg, Solothurn, nominell unter der Oberhoheit des Fürstbistums Basel
- Fürstabtei St. Gallen (1451); Zürich, Luzern, Glarus und Schwyz
- Stadt St. Gallen (1454); Zürich, Bern, Luzern, Schwyz, Zug, Glarus

«Ewige Mitverbündete»
- Republik Wallis (1416/17); Luzern, Uri, Unterwalden; 1475 Bern; 1529 Schwyz, Zug, Freiburg; 1533 Solothurn
- Freistaat der Drei Bünde (1497/99); Zürich, Luzern, Uri, Schwyz, Unterwalden, Zug, Glarus; 1600 Wallis; 1602 Bern; nach 1618 eigentlich nur noch Bern und Zürich
- Stadt Rottweil (1519); XIII Orte; nach 1632 nur noch Luzern, Uri, Schwyz, Unterwalden, Zug, Solothurn, Freiburg

Evangelische Zugewandte
- Stadt Mülhausen im Elsass (1515/86); XIII Orte; 1586 nur noch Zürich, Bern, Glarus, Schaffhausen, Basel
- Stadt Genf (1519/36); Bern, Freiburg; 1558 nur noch Bern; 1584 Zürich, Bern

Übrige (zeitweise) Verbündete
- Grafschaft Neuenburg (1406/1529); Bern, Solothurn; 1495 Freiburg; 1501 Luzern
- Talschaft Urseren (1317–1410); Uri; 1410 zu Uri
- Weggis (1332–1380); Uri, Schwyz, Unterwalden, Luzern; 1480 zu Luzern
- Stadt Murten (1353–1475); Bern; 1475 gemeine Herrschaft
- Stadt Payerne (1353–1536); Bern; 1536 zu Bern
- Talschaften  Saanen und  Château-d’Oex (1403–1555) (Hochgreyerz, Teil der Grafschaft Greyerz); Bern; 1555 zu Bern
- Bellinzona (1407–1419); Uri, Obwalden; 1419–1422 gemeine Herrschaft
- Republik Gersau (seit 1390; ab 1817 als Bezirk zum Kanton Schwyz)
- Grafschaft Sargans (1437–1483); Schwyz, Glarus; 1483 gemeine Herrschaft
- Freiherrschaft Sax-Forstegg (1458–1615); Zürich; 1615 zu Zürich
- Stadt Stein am Rhein (1459–1484) Zürich, Schaffhausen; 1484 zu Zürich
- Grafschaft Greyerz (Niedergreyerz) (1548–1555); 1555 zu Freiburg
- Grafschaft Werdenberg (1493–1517); Luzern; 1517 zu Glarus
- Fürstbistum Basel (1579–1735); Luzern, Uri, Schwyz, Unterwalden, Zug, Solothurn, Freiburg